# Nat over havet
Nat over havet er en roman fra 1991 skrevet af den engelske forfatter Ken Follett.
Den beskriver en række personer, som under 2. verdenskrig gør sig klar til at flygte ud af England med luksusflyet, Clipperen, der vil bringe dem til USA.
Vi møder fascisten lord Percy Oxenford og hans familie, tyven Harry Marks, der har planer om at starte en ny tilværelse i USA, Diana Lovesey og hendes elsker samt Carl Hartmann, en jødisk videnskabsmand.
| Bog | Spire Denne artikel om bøger og tidsskrifter er en spire som bør udbygges. Du er velkommen til at hjælpe Wikipedia ved at udvide den. |